# Coppa del Mondo di rugby 2023
La Coppa del Mondo di rugby 2023 (in francese Coupe du Monde de Rugby 2023; in inglese 2023 rugby World Cup) fu la 10ª edizione della Coppa del Mondo di rugby, massima competizione internazionale di Rugby a 15 organizzata da World Rugby.
Si è tenuta dall'8 settembre 2023 al 28 ottobre 2023 in Francia e, a differenza della precedente occasione in cui fu organizzata in tale Paese, nel 2007, è stata svolta senza il sostegno logistico di altre federazioni, che avevano messo a disposizione i propri stadi; per contro è stata la quarta edizione della Coppa in cui la Francia, sia come Paese organizzatore che come fornitore di impianti, è stata coinvolta, dopo quella citata del 2007 e quelle del 1991 (affidata all'Inghilterra) e del 1999 (Galles).
Sono state 9 le città prescelte e l'area di Parigi è stata rappresentata dallo Stade de France, impianto che sorge nella banlieue della capitale, a Saint-Denis, che ha ospitato la finale e, nell'occasione, è diventato il terzo stadio, dopo Eden Park ad Auckland e Twickenham a Londra, a essere sede di due finali di Coppa del Mondo.
Il torneo è stato vinto dal Sudafrica, che ha sconfitto in finale la Nuova Zelanda con il punteggio di 12-11, diventando la prima squadra a ottenere il quarto titolo iridato.

## Storia

### L'organizzazione
Il processo di selezione per la scelta del Paese ospitante iniziò il 14 maggio 2015, data dell'invito ufficiale da parte di World Rugby a presentare entro un mese le dichiarazioni di interesse all'organizzazione della Coppa del 2023.
Furono quattro le federazioni che risposero all'appello, Francia, Irlanda, Italia e Sudafrica.
Dichiarazioni recenti degli Stati Uniti avevano indotto a supporre che anch'essi fossero interessati a concorrere per un'eventuale candidatura, ma nessun passo ufficiale venne da tale federazione.
Le quattro federazioni ebbero un anno di tempo per presentare i propri dossier a partire dal giugno successivo, data ultima di formalizzazione della candidatura.
Il progetto presentato dall'Irish Rugby Football Union prevedeva un torneo articolato su 12 sedi, 9 nella Repubblica d'Irlanda e 3 nell'Irlanda del Nord, con Dublino e Belfast a mettere complessivamente a disposizione 5 stadi; gli organizzatori espressero la previsione che la competizione avrebbe apportato un beneficio di 800 milioni di euro all'economia dell'isola grazie a circa 445000 turisti attesi.
La South African Rugby Union – che, per poter presentare la propria candidatura, ebbe bisogno che il governo le revocasse il divieto a organizzare manifestazioni internazionali, inflittole a causa di insufficienti misure per contrastare discriminazioni razziali nell'accesso alla disciplina – presentò per la competizione un piano che si sviluppava su 7 città e 8 sedi (Johannesburg con due impianti, il Soccer Stadium di Soweto e l'Ellis Park, che ospitò la finale del 1995).
L'impatto stimato sull'economia del Paese fu di circa 27 miliardi di rand (~1,56 miliardi di euro).

Localizzazione dei Paesi qualificati alla Coppa del Mondo 2023

Più articolate le candidature di Francia e Italia: la Fédération Française de Rugby era la più recente organizzatrice della competizione, avendola ospitata nel 2007, e nello staff che preparò il dossier figuravano molti elementi legati a quell'evento: Pierre Camou, presidente federale, avviò la pratica poi ereditata dal suo successore Bernard Laporte, già allenatore della nazionale.
Quest'ultimo affidò il comitato organizzatore a Claude Atcher, che già fu direttore del torneo nel 2007, e gli ex giocatori Sébastien Chabal e Frédéric Michalak furono incaricati del ruolo di ambasciatori del progetto che, nella sua stesura originale, prevedeva lo svolgimento del torneo in 12 stadi su altrettante città; in corso d'opera Parigi, Montpellier e Lens furono tagliate e le sedi ridotte a 9.
Delle città rimaste, l'unica a non aver mai ospitato il torneo in precedenza è Nizza; delle altre otto, cinque presentavano impianti già utilizzati in passato per la competizione mondiale, e tre contribuivano con stadi costruiti in occasione del campionato europeo di calcio 2016.
Nella documentazione della candidatura fu messa in rilievo l'importanza dell'evento quale traino per l'incremento dell'elettrificazione dei servizi di trasporto pubblico onde renderlo sostenibile per l'ambiente.
Per quanto riguarda altresì la Federazione Italiana Rugby, la sua candidatura ebbe vita breve perché vittima di veti politici: nel dossier presentato dall'allora presidente federale Alfredo Gavazzi figuravano 12 città candidate ospiti, 11 delle quali in comune con quelle incluse dal sindaco di Roma Ignazio Marino nella candidatura per organizzare i Giochi olimpici del 2024: qualora la Capitale se li fosse visti assegnare, infatti, tali città avrebbero dovuto ospitarne il torneo di calcio e avrebbero usufruito quota parte dei fondi del CIO (1,7 miliardi di euro) e del governo (4 miliardi) per le ristrutturazioni e i restyling necessari.
Tuttavia il nuovo sindaco della Capitale Virginia Raggi, con una decisione discussa dal governo e contestata dal CONI, bocciò il progetto olimpico a fine settembre 2016 e Gavazzi, che aveva legato la proposta della F.I.R. a quella di Roma e del CONI, fu costretto a ritirare la candidatura italiana prima ancora che World Rugby la mettesse ai voti, per sopravvenuta mancanza dei presupposti economici e tecnici per poterla sostenere.
Dopo i controlli di compatibilità e congruenza delle candidature, esse furono messe ai voti dei 39 membri del consiglio di World Rugby il 15 novembre 2017 a Londra: nella prima votazione a tre il favorito Sudafrica giunse secondo con 13 voti alle spalle della Francia, prima a 18; l'Irlanda, ultima con 8, fu bocciata; nel ballottaggio tra le due rimanenti, la Francia ebbe la meglio con 24 voti (61,5%) contro 15.
A maggio 2017 giunse anche l'ufficializzazione delle sedi.
Delle 9 città prescelte l'unica esordiente, come già preannunciato in sede di candidatura, è Nizza con il suo Allianz Riviera; Marsiglia (Vélodrome), Nantes (la Beujoire), e Saint-Étienne (Geoffroy Guichard) furono già sedi della Coppa del Mondo 2007; Saint-Denis, con il suo Stade de France, fu sede della Coppa del Mondo 1999 e ospitò la finale della Coppa del 2007; Tolosa ospitò in precedenza tre edizioni della Coppa, quella del 1991 con lo stadio Ernest Wallon e quelle del 1999 e 2007 con il Municipal, scelto anche per il 2023.
Per quanto riguarda invece le città già presenti che contribuiscono al torneo con un nuovo impianto, Lione nel 2007 fu sede della manifestazione con lo stadio di Gerland; lo stadio prescelto per il 2023 è il Parc Olympique Lyonnais, struttura di proprietà del club calcistico Olympique di Lione; benché insistente nel territorio della metropoli di Lione, si trova amministrativamente nel comune di Décines-Charpieu.
Stesso discorso per Lilla, in cui l'impianto si trova nella limitrofa Villeneuve-d'Ascq: nel 1991 ospitò la competizione con quello che all'epoca era noto come Stadium Nord, mentre nel 2023 mette a disposizione il nuovo Pierre Mauroy, inaugurato nel 2012.
Infine Bordeaux, il cui stadio Chaban-Delmas servì come sede nelle Coppe del 1999 (con il nome di Parc Lescure) e del 2007, nel 2023 ospita incontri nel nuovo stadio Matmut-Atlantique, inaugurato nel 2015 in previsione del campionato europeo di calcio dell'anno seguente.
Sia l'Allianz Riviera che il Matmut-Atlantique sono noti rispettivamente con i nomi originali di Stadio di Nizza e Stadio di Bordeaux stante il divieto di utilizzo dei nomi commerciali per competizioni internazionali.

### Il torneo
Il sorteggio dei gironi si tenne nel parigino Palais Brongniart il 14 dicembre 2020, a qualificazioni ancora in corso.
Dodici delle venti squadre del torneo erano automaticamente qualificate grazie al piazzamento nella Coppa del Mondo 2019: nell'ordine Sudafrica (campione uscente), Inghilterra (finalista), Nuova Zelanda e Galles (semifinalisti), Australia, Francia, Giappone e Irlanda (quartifinalisti), Argentina, Figi, Italia e Scozia (terze classificate dei propri rispettivi gironi).
Tali squadre furono sorteggiate nelle prime tre fasce di ogni girone: facendo riferimento al piazzamento World Rugby al 1º gennaio 2020, le quattro squadre con il ranking più alto occuparono la prima fascia, le quattro a seguire la seconda fascia e quelle con il ranking più basso la terza fascia.
Le ultime due fasce sono riservate alle squadre impegnate nel percorso di qualificazione: nella quarta le prime qualificate delle Americhe e dell'Europa, quella dell'Oceania e la vincitrice della zona Asia/Pacifico, nella quinta la qualificata dall'Africa, le seconde qualificate di Americhe ed Europa e la vincitrice del torneo finale di ripescaggio.
Nel girone A, quello riservato al Paese ospitante, il sorteggio mette di fronte Francia, Nuova Zelanda, Italia, Americhe 1 (posto nel frattempo rivelatosi appannaggio dell'Uruguay) e Africa 1, slot successivamente conquistato dalla Namibia; il girone B si compone nell'ordine di Sudafrica, Irlanda, Scozia, Asia/Pacifico (appannaggio di Tonga a luglio 2022) ed Europa 2 (originariamente Spagna, poi penalizzata a favore della Romania per via di irregolarità nel tesseramento di giocatori equiparati).
Insieme a Galles, Australia e Figi, nel girone C furono sorteggiate la qualificata Europa 1 (Georgia) e la vincitrice dei ripescaggi (alfine risultata essere il Portogallo, tornato alla Coppa dopo 16 anni), mentre nell'ultimo girone terminarono Inghilterra, Giappone, Argentina, Oceania 1 (slot che a luglio 2021 fu occupato da Samoa) e America 2, a sorpresa rivelatasi essere il Cile dopo la vittoria nel barrage finale contro gli Stati Uniti.

## Squadre qualificate
| Fase                   | Africa                         | Americhe                                   | Asia                                  | Europa | Oceania | Spareggi                | Ripescaggi                |
| ---------------------- | ------------------------------ | ------------------------------------------ | ------------------------------------- | --- | --- | ----------------------- | ------------------------- |
| Ammissioni automatiche | - Sudafrica (Campione uscente) | - Argentina (3º girone C CdM 2019)         | - Giappone (Quartifinalista CdM 2019) | - Francia (Quartifinalista CdM 2019) - Galles (Semifinalista CdM 2019) - Italia (3º girone B CdM 2019) - Inghilterra (Finalista CdM 2019) - Irlanda (Quartifinalista CdM 2019) - Scozia (3º girone A CdM 2019) | - Australia (Quartifinalista CdM 2019) - Figi (3º girone D CdM 2019) - Nuova Zelanda (Semifinalista CdM 2019) |                         |                           |
| Dalle qualificazioni   | - Namibia (Africa 1)           | - Uruguay (Americhe 1) - Cile (Americhe 2) |                                       | - Georgia (Europa 1) - Romania (Europa 2) | - Samoa (Oceania 1)                                                                                           | - Tonga (Asia/Pacifico) | - Portogallo (Ripescaggi) |

## Impianti
| Città             | Impianto                | Capacità | Incontri |
| ----------------- | ----------------------- | -------- | -------- |
| Bordeaux          | Stadio di Bordeaux      | 42115    | 5        |
| Décines-Charpieu  | Parc Olympique Lyonnais | 59186    | 5        |
| Marsiglia         | Vélodrome               | 67394    | 6        |
| Nantes            | La Beaujoire            | 38500    | 4        |
| Nizza             | Stadio di Nizza         | 35169    | 4        |
| Saint-Denis       | Stade de France         | 81300    | 10       |
| Saint-Étienne     | Geoffroy Guichard       | 42000    | 4        |
| Tolosa            | Stadium Municipal       | 33150    | 5        |
| Villeneuve-d'Ascq | Pierre Mauroy           | 50187    | 5        |

## Formula
Le 20 squadre sono divise in 4 gironi da 5 squadre ciascuna che si affrontano con il metodo del girone all'italiana.
Il punteggio assegnato è quello dell'emisfero sud: 4 punti per la vittoria, 2 ciascuno per il pareggio e zero per la sconfitta e, in aggiunta a ciò, un punto eventuale alla squadra sconfitta con sette o meno punti nonché un ulteriore punto alla squadra autrice di almeno quattro mete nell'incontro, indipendentemente dal risultato.
Le prime due classificate di ogni girone si qualificano ai play-off e la squadra terza classificata di ogni girone, inoltre, è automaticamente qualificata alla Coppa del Mondo 2027 al pari delle otto quartifinaliste.
In ordine di abbinamento dal primo al quarto, gli incontri dei quarti di finale sono la vincitrice del girone C contro la seconda del girone D; la vincitrice del girone B contro la seconda del girone A; la vincitrice del girone D contro la seconda del girone C e, infine, la vincitrice del girone A contro la seconda del girone B.
Gli accoppiamenti di semifinale sono predeterminati: le vincitrici delle prime due partite si incontrano nella prima semifinale, quelle delle altre due partite nella seconda semifinale.
Le squadre vincenti le semifinali si incontrano per il titolo di campione del mondo, quelle sconfitte per il terzo posto.
I quattro quarti di finale sono equamente suddivisi tra Marsiglia e Saint-Denis; semifinali e finali per il primo e il terzo posto solo a Saint-Denis.

## Gironi
| Girone A                                               | Girone B                                         | Girone C                                           | Girone D                                            |
| ------------------------------------------------------ | ------------------------------------------------ | -------------------------------------------------- | --------------------------------------------------- |
| - Nuova Zelanda - Francia - Italia - Uruguay - Namibia | - Sudafrica - Irlanda - Scozia - Tonga - Romania | - Galles - Australia - Figi - Georgia - Portogallo | - Inghilterra - Giappone - Argentina - Samoa - Cile |

## Fase a gironi

### Girone A
| Data      | Incontro                | Risultato | Sede              |
| --------- | ----------------------- | --------- | ----------------- |
| 8-9-2023  | Francia – Nuova Zelanda | 27-13     | Saint-Denis       |
| 9-9-2023  | Italia – Namibia        | 52-8      | Saint-Étienne     |
| 14-9-2023 | Francia – Uruguay       | 27-12     | Villeneuve-d'Ascq |
| 15-9-2023 | Nuova Zelanda – Namibia | 71-3      | Tolosa            |
| 20-9-2023 | Italia – Uruguay        | 38-17     | Nizza             |
| 21-9-2023 | Francia – Namibia       | 96-0      | Marsiglia         |
| 27-9-2023 | Uruguay – Namibia       | 36-26     | Décines-Charpieu  |
| 29-9-2023 | Nuova Zelanda – Italia  | 96-17     | Décines-Charpieu  |
| 5-10-2023 | Nuova Zelanda – Uruguay | 73-0      | Décines-Charpieu  |
| 6-10-2023 | Francia – Italia        | 60-7      | Décines-Charpieu  |

#### Classifica
| Pos | Squadra       | G | V | N | P | PF  | PS  | P±   | BP | PT |
| --- | ------------- | - | - | - | - | --- | --- | ---- | -- | -- |
| A1  | Francia       | 4 | 4 | 0 | 0 | 210 | 32  | 178  | 2  | 18 |
| A2  | Nuova Zelanda | 4 | 3 | 0 | 1 | 253 | 47  | 206  | 3  | 15 |
| A3  | Italia        | 4 | 2 | 0 | 2 | 114 | 181 | −67  | 2  | 10 |
| A4  | Uruguay       | 4 | 1 | 0 | 3 | 65  | 164 | −99  | 1  | 5  |
| A5  | Namibia       | 4 | 0 | 0 | 4 | 37  | 255 | −218 | 0  | 0  |

### Girone B
| Data      | Incontro            | Risultato | Sede              |
| --------- | ------------------- | --------- | ----------------- |
| 9-9-2023  | Irlanda – Romania   | 82-8      | Bordeaux          |
| 10-9-2023 | Sudafrica – Scozia  | 18-3      | Marsiglia         |
| 16-9-2023 | Irlanda – Tonga     | 59-16     | Nantes            |
| 17-9-2023 | Sudafrica – Romania | 76-0      | Bordeaux          |
| 23-9-2023 | Sudafrica – Irlanda | 8-13      | Saint-Denis       |
| 24-9-2023 | Scozia – Tonga      | 45-17     | Nizza             |
| 30-9-2023 | Scozia – Romania    | 84-0      | Villeneuve-d'Ascq |
| 1-10-2023 | Sudafrica – Tonga   | 49-18     | Marsiglia         |
| 7-10-2023 | Irlanda – Scozia    | 36-14     | Saint-Denis       |
| 8-10-2023 | Tonga – Romania     | 45-24     | Villeneuve-d'Ascq |

#### Classifica
| Pos | Squadra   | G | V | N | P | PF  | PS  | P±   | BP | PT |
| --- | --------- | - | - | - | - | --- | --- | ---- | -- | -- |
| B1  | Irlanda   | 4 | 4 | 0 | 0 | 190 | 46  | 144  | 3  | 19 |
| B2  | Sudafrica | 4 | 3 | 0 | 1 | 151 | 34  | 117  | 3  | 15 |
| B3  | Scozia    | 4 | 2 | 0 | 2 | 146 | 71  | 75   | 2  | 10 |
| B4  | Tonga     | 4 | 1 | 0 | 3 | 96  | 177 | −81  | 1  | 5  |
| B5  | Romania   | 4 | 0 | 0 | 4 | 32  | 287 | −255 | 0  | 0  |

### Girone C
| Data      | Incontro               | Risultato | Sede             |
| --------- | ---------------------- | --------- | ---------------- |
| 9-9-2023  | Australia – Georgia    | 35-15     | Saint-Denis      |
| 10-9-2023 | Galles – Figi          | 32-26     | Bordeaux         |
| 16-9-2023 | Galles – Portogallo    | 28-8      | Nizza            |
| 17-9-2023 | Australia – Figi       | 15-22     | Saint-Étienne    |
| 23-9-2023 | Georgia – Portogallo   | 18-18     | Tolosa           |
| 24-9-2023 | Galles – Australia     | 40-6      | Décines-Charpieu |
| 30-9-2023 | Figi – Georgia         | 17-12     | Bordeaux         |
| 1-10-2023 | Australia – Portogallo | 34-14     | Saint-Étienne    |
| 7-10-2023 | Galles – Georgia       | 43-19     | Nantes           |
| 8-10-2023 | Figi – Portogallo      | 23-24     | Tolosa           |

#### Classifica
| Pos | Squadra    | G | V | N | P | PF  | PS  | P±  | BP | PT |
| --- | ---------- | - | - | - | - | --- | --- | --- | -- | -- |
| C1  | Galles     | 4 | 4 | 0 | 0 | 143 | 59  | 84  | 3  | 19 |
| C2  | Figi       | 4 | 2 | 0 | 2 | 88  | 83  | 5   | 3  | 11 |
| C3  | Australia  | 4 | 2 | 0 | 2 | 90  | 91  | −1  | 3  | 11 |
| C4  | Portogallo | 4 | 1 | 1 | 2 | 64  | 113 | −49 | 1  | 7  |
| C5  | Georgia    | 4 | 0 | 1 | 3 | 64  | 103 | −39 | 0  | 2  |

### Girone D
| Data      | Incontro                | Risultato | Sede              |
| --------- | ----------------------- | --------- | ----------------- |
| 9-9-2023  | Inghilterra – Argentina | 27-10     | Marsiglia         |
| 10-9-2023 | Giappone – Cile         | 42-12     | Tolosa            |
| 16-9-2023 | Samoa – Cile            | 43-10     | Bordeaux          |
| 17-9-2023 | Inghilterra – Giappone  | 34-12     | Nizza             |
| 22-9-2023 | Argentina – Samoa       | 19-10     | Saint-Étienne     |
| 23-9-2023 | Inghilterra – Cile      | 71-0      | Villeneuve-d'Ascq |
| 28-9-2023 | Giappone – Samoa        | 28-22     | Tolosa            |
| 30-9-2023 | Argentina – Cile        | 59-5      | Nantes            |
| 7-10-2023 | Inghilterra – Samoa     | 18-17     | Villeneuve-d'Ascq |
| 8-10-2023 | Giappone – Argentina    | 27-39     | Nantes            |

#### Classifica
| Pos | Squadra     | G | V | N | P | PF  | PS  | P±   | BP | PT |
| --- | ----------- | - | - | - | - | --- | --- | ---- | -- | -- |
| D1  | Inghilterra | 4 | 4 | 0 | 0 | 150 | 39  | 111  | 2  | 18 |
| D2  | Argentina   | 4 | 3 | 0 | 1 | 127 | 69  | 58   | 2  | 14 |
| D3  | Giappone    | 4 | 2 | 0 | 2 | 109 | 107 | 2    | 1  | 9  |
| D4  | Samoa       | 4 | 1 | 0 | 3 | 92  | 75  | 17   | 3  | 7  |
| D5  | Cile        | 4 | 0 | 0 | 4 | 27  | 215 | −188 | 0  | 0  |

## Play-off
|  | Quarti di finale        | Quarti di finale        | Quarti di finale        |                         |                       | Semifinali              | Semifinali              | Semifinali              |                         |                         | Finale                  | Finale                  | Finale                  |                         |                         |
|  |                         |                         |                         |                         |                       |                         |                         |                         |                         |                         |                         |                         |                         |                         |                         |
|  | 14 ottobre, Marsiglia   |                         |                         |                         |                       |                         |                         |                         |                         |                         |                         |                         |                         |                         |                         |
|  | C1                      | Galles                  | 17                      |                         |                       |                         |                         |                         |                         |                         |                         |                         |                         |                         |                         |
|  | D2                      | Argentina               | 29                      |                         |                       | 20 ottobre, Saint-Denis | 20 ottobre, Saint-Denis | 20 ottobre, Saint-Denis | 20 ottobre, Saint-Denis | 20 ottobre, Saint-Denis |                         |                         |                         |                         |                         |
|  |                         |                         |                         |                         |                       | Argentina               | 6                       |                         |                         |                         |                         |                         |                         |                         |                         |
|  | 14 ottobre, Saint-Denis | 14 ottobre, Saint-Denis | 14 ottobre, Saint-Denis | 14 ottobre, Saint-Denis |                       |                         | Nuova Zelanda           | 44                      |                         |                         |                         |                         |                         |                         |                         |
|  | B1                      | Irlanda                 | 24                      |                         |                       |                         |                         |                         |                         |                         |                         |                         |                         |                         |                         |
|  | A2                      | Nuova Zelanda           | 28                      |                         |                       |                         |                         |                         |                         |                         | 28 ottobre, Saint-Denis | 28 ottobre, Saint-Denis | 28 ottobre, Saint-Denis | 28 ottobre, Saint-Denis | 28 ottobre, Saint-Denis |
|  |                         |                         |                         |                         |                       |                         |                         |                         |                         |                         |                         | Nuova Zelanda           | 11                      |                         |                         |
|  | 15 ottobre, Marsiglia   | 15 ottobre, Marsiglia   | 15 ottobre, Marsiglia   | 15 ottobre, Marsiglia   | 15 ottobre, Marsiglia |                         |                         |                         |                         |                         |                         | Sudafrica               | 12                      |                         |                         |
|  | D1                      | Inghilterra             | 30                      |                         |                       |                         |                         |                         |                         |                         |                         |                         |                         |                         |                         |
|  | C2                      | Figi                    | 24                      |                         |                       | 21 ottobre, Saint-Denis | 21 ottobre, Saint-Denis | 21 ottobre, Saint-Denis | 21 ottobre, Saint-Denis | 21 ottobre, Saint-Denis |                         | Finale 3º posto         | Finale 3º posto         | Finale 3º posto         |                         |
|  |                         |                         |                         |                         |                       | Inghilterra             | 15                      |                         | 27 ottobre, Saint-Denis | 27 ottobre, Saint-Denis | 27 ottobre, Saint-Denis | 27 ottobre, Saint-Denis | 27 ottobre, Saint-Denis |                         |                         |
|  | 15 ottobre, Saint-Denis | 15 ottobre, Saint-Denis | 15 ottobre, Saint-Denis | 15 ottobre, Saint-Denis |                       |                         | Sudafrica               | 16                      |                         |                         |                         | Argentina               | 23                      |                         |                         |
|  | A1                      | Francia                 | 28                      |                         |                       |                         |                         |                         |                         |                         | Inghilterra             | 26                      |                         |                         |                         |
|  | B2                      | Sudafrica               | 29                      |                         |                       |                         |                         |                         |                         |                         |                         |                         |                         |                         |                         |

### Quarti di finale
| Arbitri: | Jaco Peyper Karl Dickson |

|                            |      |                                             |
| Biggar 14’ T. Williams 55’ | mt   | 68’ Sclavi 77’ Sánchez                      |
| Biggar 14’, 55’            | tr   | 68’, 77’ Boffelli                           |
| Biggar 21’                 | c.p. | 39’, 40+5’, 44’, 48’ Boffelli 80+1’ Sánchez |

| Arbitro: | Wayne Barnes |

|                                     |      |                                       |
| Aki 27’ Gibson-Park 39’ tecnica 64’ | mt   | 19’ Fainga‘anuku 33’ Savea 53’ Jordan |
| Sexton 27’, 39’                     | tr   | 19’ Mo‘unga 53’ J. Barrett            |
| Sexton 22’                          | c.p. | 8’ Mo‘unga 14’, 69’ J. Barrett        |

| Arbitro: | Mathieu Raynal |

|                                    |      |                               |
| Tuilagi 14’ Marchant 23’           | mt   | 28’ Mata 64’ Ravai 68’ Botitu |
| O. Farrell 23’                     | tr   | 28’ Lomani 64’, 68’ Kuruvoli  |
| O. Farrell 11’, 34’, 38’, 54’, 78’ | c.p. | 20’ Lomani                    |
| O. Farrell 72’                     | drop |                               |

| Arbitro: | Ben O'Keeffe |

|                            |      |                                                  |
| Baille 4’, 31’ Mauvaka 22’ | mt   | 8’ Arendse 18’ de Allende 26’ Kolbe 67’ Etzebeth |
| Ramos 4’, 31’              | tr   | 8’, 26’ Libbok 67’ Pollard                       |
| Ramos 40+1’, 54’, 73’      | c.p. | 69’ Pollard                                      |

### Semifinali
| Arbitro: | Angus Gardner |

|                  |      |                                                                     |
|                  | mt   | 11’, 62’, 73’ Jordan 16’ J. Barrett 40+2’, 49’ Frizell 42’ A. Smith |
|                  | tr   | 11’, 42’, 49’ Mo‘unga                                               |
| Boffelli 5’, 31’ | c.p. | 31’ Mo‘unga                                                         |

| Arbitro: | Ben O'Keeffe |

|                              |      |                             |
|                              | mt   | 69’ Snyman                  |
|                              | tr   | 69’ Pollard                 |
| O. Farrell 3’, 10’, 24’, 39’ | c.p. | 21’ Libbok 35’, 78’ Pollard |
| O. Farrell 53’               | drop |                             |

### Finale per il 3º posto
| Arbitro: | Nic Berry |

|                               |      |                              |
| Cubelli 36’ S. Carreras 42’   | mt   | 8’ Earl 44’ Dan              |
| Boffelli 36’, 42’             | tr   | 8’, 44’ O. Farrell           |
| Boffelli 24’, 50’ Sánchez 68’ | c.p. | 3’, 13’, 30’, 65’ O. Farrell |

### Finale
| Arbitro: | Wayne Barnes |

| |              | |
| B. Barrett 58’ | mt           | |
| Mo‘unga 17’, 38’ | c.p.         | 3’, 13’, 19’, 34’ Pollard |
| · B. Barrett · 71’ Jordan · R. Ioane · J. Barrett · Telea · 75’ Mo‘unga · 66’ A. Smith · Savea · 27’ Cane · 55’ 2’ Frizell · S. Barrett · 71’ Retallick · 66’ Lomax · 66’ Taylor · 66’ de Groot | Formazioni   | · Willemse 66’ · Arendse · Kriel · de Allende · Kolbe 74’ · Pollard · de Klerk · Vermeulen 58’ · du Toit · Kolisi 45’ 73’ · Mostert 52’ · Etzebeth 58’ · Malherbe 66’ · Mbonambi 4’ · Kitshoff 52’ |
| · 66’ Taukei‘aho · 66’ T. Williams · 66’ Laulala · 55’ Whitelock · 71’ Papali‘i · 66’ Christie · 75’ McKenzie · 71’ Lienert-Brown                                                               | Sostituzioni | · Fourie 4’ · Nché 52’ · Nyakane 66’ · Kleyn 58’ · Snyman 52’ · K. Smith 58’ · Wiese 73’ · le Roux 66’                                                                                             |
| Ian Foster | Allenatori   | Jacques Nienaber |